# Klárafalva
Klárafalva község Csongrád-Csanád vármegye Szegedi járásában.

## Fekvése
Makótól mintegy 13 kilométerre nyugatra, Szegedtől nagyjából 20 kilométerre keletre helyezkedik el. Közigazgatási területének északi szélét a Maros folyása jelöli ki – azon túl Maroslelével határos –, további szomszédai: kelet felől Ferencszállás, nyugat felől pedig Deszk. Déli irányban a legközelebbi település Kübekháza, de közigazgatási területeik nem érintkeznek, mert elválasztják őket egymástól Deszk kelet felé messze elnyúló külterületei.

### Megközelítése
A településen nyugat-keleti irányban végighúzódik a Szegedtől Makóra, majd onnan Románia (Arad) felé továbbvezető 43-as főút, így közúton az említett városok mindegyike felől ez a leginkább kézenfekvő megközelítési útvonala. Kübekházával a 4302-es út köti össze, és állami közútnak minősül még a belterület főutcája (Kossuth utca) is, a 43-astól a faluközpontig, 44 124-es útszámozással.
Áthalad a területén, a község déli széle közelében a Békéscsaba–Kétegyháza–Mezőhegyes–Újszeged-vasútvonal is, aminek korábban egy megállási pontja is volt itt, Klárafalva vasútállomás, a vasút és a 4302-es út kereszteződésénél, attól keleti irányban. Az állomás azonban, a központtól való viszonylag nagy távolsága miatt idővel kihasználatlanná vált, emiatt pedig bezárásra került.

## Története
A környék vízjárta, dús füvű ártéri területe már a népvándorlások korában a nagyállattartó népek kedvelt szálláshelye lehetett. Erre utal egy egyedülálló régészeti lelet is, a falu címerébe is belefoglalt vágtázó lovas, akinek alakja egy itt fellelt, avar kori nagyszíjvéget díszített.
A Szeged és Makó között félúton elhelyezkedő, ma mintegy 500 lakosú községet egy 1488-ból származó adománylevél említi először Klárafalvaként; nevét az Assisi Szent Klára tiszteletére épített templomáról kapta. A török hadjáratok során elpusztult, területét 1801-ben báró Gerliczy Ferenc vásárolta meg, és a kukutyini határrészben majorságot alapított. A falu Trianon előtt Torontál vármegye Törökkanizsai járásához tartozott.

## Közélete

### Polgármesterei
- 1990–1994: Fekete József (független)[3]
- 1994–1998: Fekete József (független)[4]
- 1998–2002: Fekete József (független)[5]
- 2002–2006: Fekete József (független)[6]
- 2006–2010: Fekete József István (független)[7]
- 2010–2014: Fekete József István (Fidesz–KDNP)[8]
- 2014–2019: Fekete József István (független)[9]
- 2019–2024: Boros Zsolt Mihály (független)[10]
- 2024– : Boros Zsolt Mihály (független)[1]

## Népesség
| Lakosok száma | 470  | 477  | 462  | 465  | 462  | 460  | 456  | 435  |
|               | 2013 | 2014 | 2015 | 2020 | 2021 | 2022 | 2023 | 2024 |

2001-ben a település lakosságának közel 100%-a magyar nemzetiségűnek vallotta magát.
A 2011-es népszámlálás során a lakosok 92%-a magyarnak, 0,2% németnek, 0,4% románnak, 1,7% szerbnek mondta magát (8% nem nyilatkozott; a kettős identitások miatt a végösszeg nagyobb lehet 100%-nál). A vallási megoszlás a következő volt: római katolikus 45,5%, református 4,4%, evangélikus 0,2%, görögkatolikus 0,6%, izraelita 0,2%, felekezeten kívüli 19,5% (29,4% nem nyilatkozott).
2022-ben a lakosság 88%-a vallotta magát magyarnak, 1,1% románnak, 0,7% ukránnak, 0,7% szerbnek, 0,2% horvátnak, 0,2% bolgárnak, 2,8% egyéb, nem hazai nemzetiségűnek (12% nem nyilatkozott; a kettős identitások miatt a végösszeg nagyobb lehet 100%-nál). Vallásuk szerint 27,4% volt római katolikus, 3,5% református, 0,2% ortodox, 0,7% egyéb keresztény, 22,4% felekezeten kívüli (45% nem válaszolt).

## Nevezetességei
- Az 1935-ben épült Szent Kereszt-templom
- A 2020. július 25-én megnyílt Falumúzeum

## Klárafalva az irodalomban
- Klárafalva a helyszíne Móra Ferenc Cuci János nem hagyja magát, illetve Szent királyok pogány magyarjai című (régészeti tárgyú) elbeszéléseinek.
- A 2020. július 25-én kiadott Klárafalva, ahol 5000 éve él az ember című könyv a település történelmét foglalja össze képekkel és adatokkal.